# Lichenochora lecidellae
Lichenochora lecidellae är en lavart som beskrevs av Boqueras & Nav.-Ros. 1998. Lichenochora lecidellae ingår i släktet Lichenochora, ordningen Phyllachorales, klassen Sordariomycetes, divisionen sporsäcksvampar och riket svampar.   Inga underarter finns listade i Catalogue of Life.